# Chris Harrington
Christopher "Chris" Harrington, es un personaje ficticio de la serie de televisión australiana Home and Away interpretado por el cantante y actor Johnny Ruffo del 1 de abril del 2013 hasta el 22 de septiembre del 2016.

## Biografía
Chris llega por primera vez a la bahía en abril del 2013 para visitar a su hermano menor Spencer Harrington quien había huido de su hogar con su novia Maddy Osborne y así tratar de convencerlo de regresar a casa para arreglar sus problemas con sus padres, poco después de su llegada Spencer comienza a comportarse diferente y a distraerse en su trabajo, lo que molesta a Harvey Ryan y cuando confronta a Chris este se pone a la defensiva.
Poco después de su legada Chris comienza a sentirse atraído por Indigo "Indi" Walker y aunque al inicio ella no quiere tener nada con él (ya que recientemente acababa de descubrir que la verdadera razón por la que su esposo Romeo Smith la había dejado era porque había sido diagnosticado con cáncer y no quería que ella lo viera morir), finalmente decide seguir adelante con su vida y termina acostándose con Chris.
Cuando Indi le dice que ha decidido contratar a un investigador privado para que localice a Romeo, Chris se da cuenta de que no puede seguir tomando el camino más fácil, por lo que decide irse de la bahía y regresar a su casa para apoyar a sus padres quienes habían estado teniendo problemas en su matrimonio ya que creía que las cosas podrían mejorar entre ellos si tenían a un hijo en casa del cual pudieran sentirse orgullosos. Antes de irse Chris se despide de Spencer, Maddy, Harvey, Indi, Alf Stewart y Ruth Stewart.
Sin embargo poco después Chris regresa a la bahía y le dice a Spencer que lo había hecho ya que las cosas no iban bien en casa, pero después le revela a su hermano la verdadera razón de su regreso y le dice que había decidido volver ya que se había dado cuenta de que los sentimientos que tiene hacia Indi era reales y quería recuperarla, aunque al inicio no le dice la verdadera razón de su regreso finalmente lo hace y comienzan una relación, aunque al inicio Sasha Bezmel la media hermana de Indi, no está de acuerdo con la relación decide darle una oportunidad a Chris.
Cuando Chris se da cuenta de que la actitud de Spencer se había vuelto errática e imprudente decide hablar con él, sin embargo las cosas no salen bien y Spencer se enfurece y termina golpeándolo lo que ocasiona que comiencen a pelear y las cosas empeoran cuando Spencer colapsa durante la pelea, cuando es llevado al hospital donde se recupera descubren que él había estado dejando de tomar su medicación para controlar su bipolaridad para así poder impresionar a su novia Sasha.
Su relación con Indi comienza a tener problemas cuando su exnovia Robyn Sullivan llega a la bahía para intentar recuperarlo, al inicio Chris no quiere decirle nada a Indi sobre Robyn y cuando ella los ve en la playa asume erróneamente que Chris la está engañando, Cuando Robyn se encuentra de nuevo con Chris él le dice que no quiere volver con ella y que estaba enamorado de Indi, por lo que Robyn decide irse.
Cuando Indi decide irse de la bahía después de la muerte de Romeo, Chris asume erróneamente que ella quiere que él la acompañe y emocionado le dice a Irene Roberts que se irá de viaje, sin embargo cuando se encuentra con Indi le dice que no quiere que vaya con ella, lo que deja a Chris destrozado.
En el 2014 Chris termina acostándose con Phoebe Nicholson durante el festival de música que había organizado Kyle. Más tarde cuando conoce a Denny Miller se siente atraído por ella e intenta hacer varias cosas para sorprenderla sin embargo todas termina en desastre, finalmente Chris logra impresionar a Denny y comienzan una relación. 
Cuando Sasha publica un artículo donde habla sobre Oscar MacGuire, el verdadero responsable del accidente de Tamara Kingsley, Chris está emocionado por Sasha ya que es una oportunidad para que alcance su objetivo de ser escritora, Denny molesta confronta a Sasha por haber publicado la historia y le dice que lo que publicó podría llevar a su hermano a la cárcel, Chris intenta hacer que se calmen y le dice a Denny que considera a Sasha como a una hermana pero las cosas no salen como lo había planeado y Denny termina molestándose con él, sin embargo poco después se arreglan.
El 22 de septiembre del 2016, Chris decide mudarse de la bahía y se va a Sídney.